# Krasnyánszky Bianka
Krasnyánszky Bianka (Budapest, 1996. március 1. –) magyar színésznő.

## Életpályája
2002-2006 között a Vörösmarty Mihály ének-zenei Nyelvi Általános Iskola és Gimnázium alsó tagozatos tanulója, zenei, táncos és zongora hangszeres képzettségét itt alapozta meg. Felső tagozatos éveit a Gyáli Ady Endre Általános Iskolában fejezte be. 2004-2006 között a Dohnányi Ernő Zeneiskola tanulója zongora tanszakon. 2006-2012 között pedig a Kodály Zoltán Zeneiskola tanulója, szintén zongora tanszakon, mely mellé később társult a magánének tanszak is.
Gyermekkorától kezdve a zene (ének-zongora), a művészetek, a balett, a művészi torna és a színház volt az elsődleges.
Középiskolás éveit a Leövey Klára Gimnázium média-dráma tagozatán folytatta, majd emelt testnevelés érettségivel a sport irányába indult tovább.
Két év kihagyással újból a színház mellett döntött, ezért 2018-2021 között a Bánfalvy Stúdió, Gór Nagy Mária Színitanoda, majd a Keleti István Alapfokú Művészeti Iskola tanulójaként megszerezte a színész-filmszínész szakmát. Eközben lehetőséget kapott az Újszínházban szerepelni különböző darabokban, ahol végül az iskolák elvégzése után is maradt. Több külsős, vidéki és szabadtéri zenés színdarabban szerepelt az évek alatt, az Újszínházban jelenleg hat darabban látható.
Párja Jánosi Dávid színművész, akivel kollégák az Újszínházban. 
Gyermekük 2023. december 27-én született és a Jánosi Edvárd Dorián nevet kapta. 

## Színház

### Újszínház
- Vörösmarty Mihály: Czillei és a Hunyadiak (2022)
- Szabó Dezső – Fazekas István: Feltámadás Makucskán (2022)
- Jókai Mór – Kocsák Tibor: Fatia Negra (2021)
- Herczeg Ferenc: Az élet kapuja (2020)
- Fésűs Éva – Tamássy Zdenkó: A palacsintás király (2019)
- Kerényi Imre – Balogh Elemér- Rossa László: Csíksomlyói Passió (2018)

### Egyéb
- Andrew Lloyd Webber – Tim Rice: Jézus Krisztus szupersztár (2014) Balatonpark[1]
- Naszvagyi Tamás – Rajnai Sándor – Burák Ádám: Végállomás Rock-musical (2012) Balatonpark[2]